# Oleksij Bjelik
Oleksij Hryhorowytsch Bjelik (* 15. Februar 1981 in Donezk) ist ein ukrainischer Fußballspieler. Bei der FIFA sind die englischen Transkriptionen Oleksiy Byelik (aus dem Ukrainischen) und Aleksey Belik (aus dem Russischen) gebräuchlich.
Er spielt seit Ende Januar 2008 als Mittelstürmer beim VfL Bochum, an den Bjelik bis zum Ende der Saison 2007/08 ausgeliehen wurde, wo er zu vier Bundesligaeinsätzen kam. Zuvor spielte Bjelik seit Mai 2000 bei Schachtar Donezk in der ersten ukrainischen Liga. Für den Verein erzielte er in 144 Spielen 51 Tore. Außerdem gehört er der ukrainischen Fußballnationalmannschaft an. Dort erzielte er in 19 Spielen fünf Tore. Vom damaligen ukrainischen Nationaltrainer Oleh Blochin wurde er auch in den 23-köpfigen Kader für die Fußball-WM 2006 berufen. 

## Erfolge
- U-19-Vizeeuropameister 2000
- Ukrainischer Meister 2002, 2005, 2006
- Ukrainischer Pokalsieger 2001, 2002, 2004
- Teilnahme an der Fußballweltmeisterschaft 2006